# Seehof (Wiesentheid)

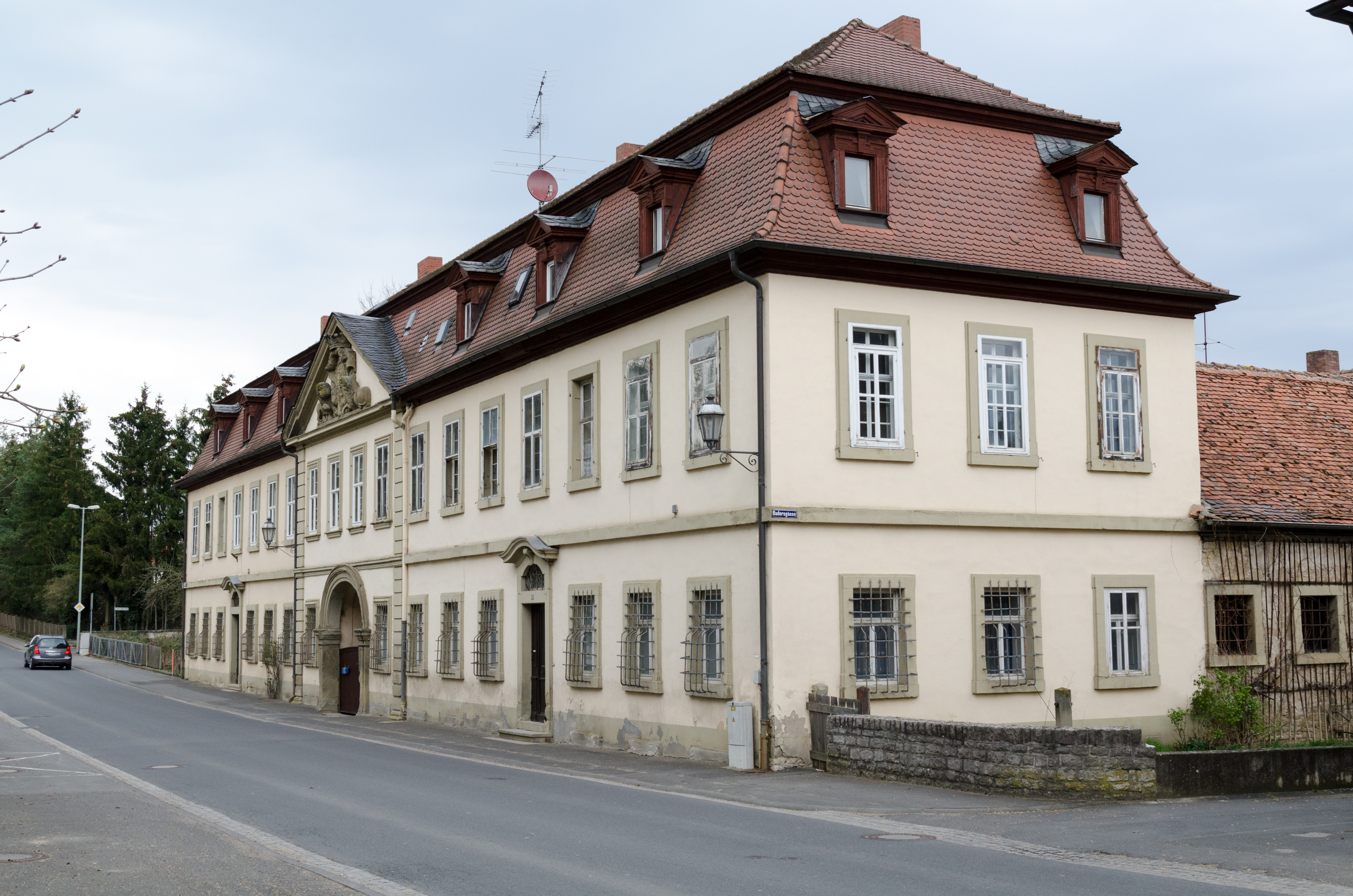
Der Seehof in der Wiesentheider Kanzleistraße

Der Seehof (Adresse Kanzleistraße 6, früher Hausnummer 151) ist ein denkmalgeschütztes Gebäude im barocken Ortskern von Wiesentheid im unterfränkischen Landkreis Kitzingen. Das Bauwerk ist ein Element des Ensembles Schloss Wiesentheid.

## Geschichte
Die Bauten in der südlichen Kanzleistraße sind eng mit dem barocken Ausbau des Residenzortes Wiesentheid zu Beginn des 18. Jahrhunderts durch die Grafen von Schönborn verbunden. Die Blickachse zum Wiesentheider Rathaus entstand in den Jahren 1723 bis 1729, die Baulichkeiten wurden vom Baumeister Johann Georg Seitz errichtet. Der Seehof bildete den nördlichen Abschluss der neu entstandenen Prachtstraße und ist zugleich auch das größte Gebäude in diesem Areal. Es besitzt repräsentativen Charakter. 
In die Bauten zogen die Verwaltungsbeamten des kleinen Fürstentums Wiesentheid ein. Kurz nach ihrer Errichtung brachte man hier allerdings auch Ställe und Scheunen unter. Die entsprechenden Bauten im Schönbornschloss waren durch den Umbau aufgelöst worden. Woher der Seehof seinen Namen erhielt, ist unklar. Die ältere Literatur geht davon aus, dass sich an der Stelle des Bauwerks ursprünglich ein Sumpf befand. Er wurde im Zuge des Baus trockengelegt. Wahrscheinlicher ist allerdings die Nähe zum Schlossparkweiher im Wiesentheider Schlosspark. Die Bauten in der Kanzleistraße sind heute zu reinen Wohnhäusern umgewandelt. Das Bayerische Landesamt für Denkmalpflege ordnet die Baulichkeiten als Baudenkmäler ein.

## Beschreibung

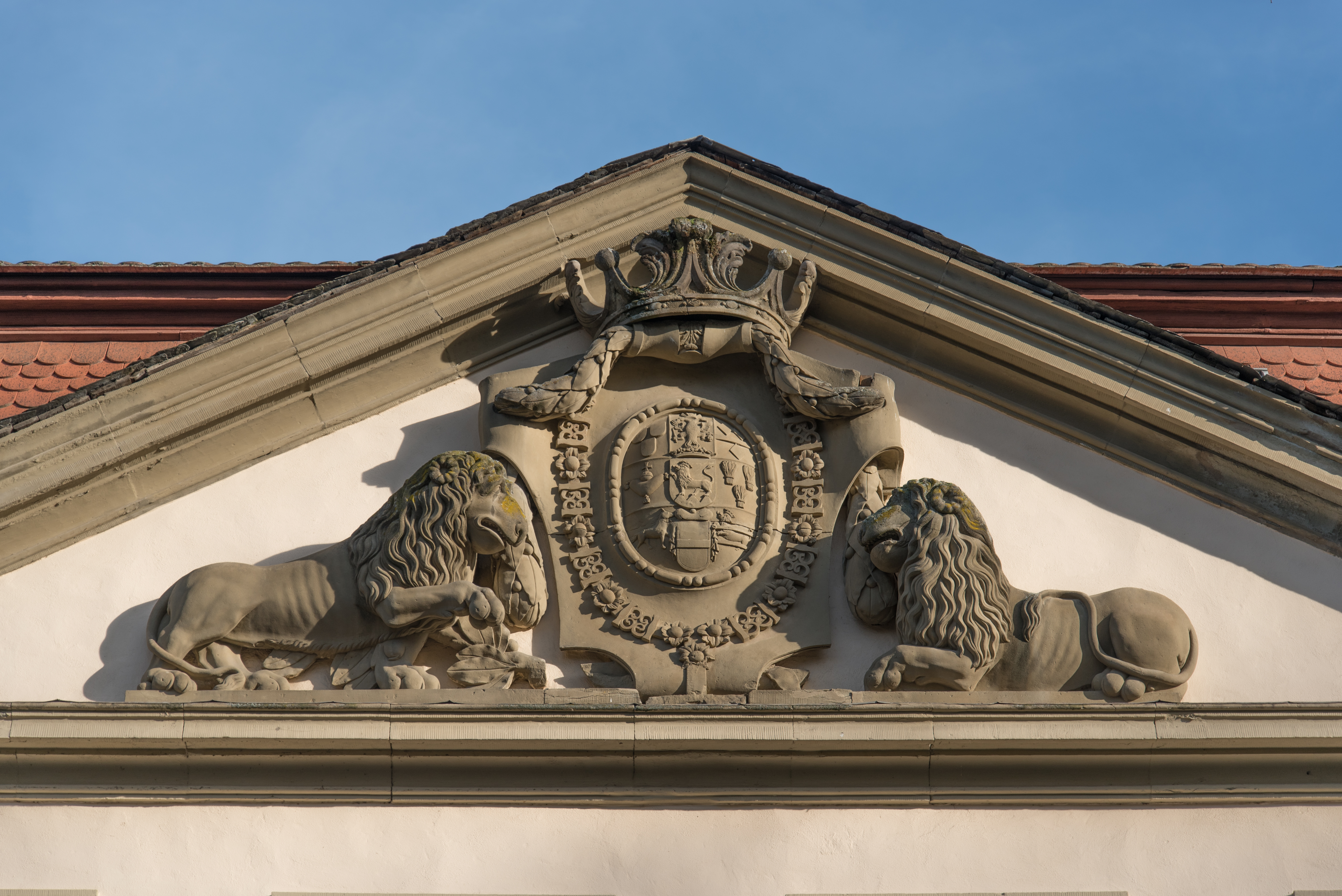
Das Wappen am Mittelrisaliten

Das Hauptgebäude des Seehofes präsentiert sich als langgestreckter Mansarddachbau mit einem giebelbekrönten Mittelrisaliten. Während die meisten Fenster schlicht gestaltet wurden, weisen die Fenster des Risalits Profilierungen auf. Auch das Gesims und ist reicher gestaltet. Das Zentrum des Gebäudes bildet eine mächtige Tordurchfahrt, die mit zwei Säulen und einem profilierten Bogen gestaltet wurde. Die Seitenportale wurden dagegen mit einem kleinen, halbrunden Oberlicht und einem ausladenden Gesims ausgestattet. Der Mittelgiebel wird von einem von zwei Löwen gesäumten, gekrönten Wappen der Grafen von Schönborn bekrönt.
Die Nebengebäude stammen ebenfalls aus dem 18. Jahrhundert und wurden auch als Baudenkmäler eingeordnet. Mittelpunkt der Anlage bildet ein rechteckiger Hof um den sich insgesamt vier Baulichkeiten gruppieren. Die Verbindungsstücke zwischen Hauptbau und Rückgebäude sind lediglich eingeschossig und mit schlichten Rechteckfenstern ausgestattet. Die rückwärtige Scheune schließt mit einem Krüppelwalmdach ab. An die reiche Gliederung des Hauptbaus erinnert lediglich ihr Gesims.